# Александър I (Епир)
Вижте пояснителната страница за други личности с името Александър I.
Александър I Молоски (на старогръцки: Ἀλέξανδρος Α' τῆς Ἠπείρου, Ἀλέξανδρος ὁ Μολοσσός, Alexander I Molossis; * 370 пр.н.е., регион Епир; † 331 пр.н.е. при Пандозия) е цар на Античен Епир от 350 пр.н.е. до смъртта си от Молоската династия Еакиди. Александър е брат на Олимпия, майката на Александър Велики.

## Живот
През 357 пр.н.е., когато умира баща му, цар Неоптолем I, Александър е още много млад и чичо му Ариб поема първо управлението. Ариб омъжва племенницата си Олимпия за македонския цар Филип II. Александър заминава със сестра си в двора на Филип. През 350 пр.н.е. Филип II предприема малък поход в Молосия и поставя Александър на мястото на Ариб.
През 337 пр.н.е. Александър приема при себе си сестра си Олимпия, която напуснала Филип II.
През 336 пр.н.е. той се жени за племенницата си Клеопатра, дъщеря на македонския цар Филип II (359 – 336) и съпругата му Олимпия и сестра на Александър Велики. Александър I и Клеопатра имат две деца, син Неоптолем II и дъщеря Кадмея.
Александър води борби против пиратите в Йонийско море. През 334 пр.н.е. той последва молбата за помощ на гръцката колония Тарент в Южна Италия, който е заплашен от самнитите. Той завладява Хераклея, напада пиратския Сипонтум, завладява също Козенца и Терина. През 331 пр.н.е. войската на Александър е нападната неочаквано при брутския град Пандозия от луканите и брутиите. В битката Александър е убит от един лукански съюзник. Според Ливий се изпълнило предсказанието на оракулa от Додона, че Александър ще бъде убит при Пандозия при малката река Ахерон.
На трона го наследява братовчед му Еакид.